# Plutothrix kusigematii
Plutothrix kusigematii är en stekelart som beskrevs av Kamijo 2004. Plutothrix kusigematii ingår i släktet Plutothrix och familjen puppglanssteklar. Inga underarter finns listade i Catalogue of Life.